# Науки про людину
Науки про людину (англ. human science) вивчає філософські, біологічні, соціальні, правові та культурні аспекти людського життя. Наука про людину має на меті розширити розуміння людського світу за допомогою широкого міждисциплінарного підходу. Вона охоплює широке коло галузей — зокрема, історію, філософію, соціологію, психологію, правознавство, еволюційну біологію, біохімію, нейронауки, фольклористику та антропологію.[джерело?] Це — вивчення та інтерпретація досвіду, діяльності, культурних утворень і артефактів, пов'язаних із людським буттям.
Дослідження наук про людину прагне розширити та прояснити знання людини про саму себе, її взаємозв'язки з іншими видами та системами, а також розвиток артефактів, що сприяють збереженню людського вираження й мислення. Це — вивчення людських феноменів. Вивчення людського досвіду має як історичний, так і сучасний характер. Воно вимагає оцінки та інтерпретації історичного людського досвіду й аналізу сучасної людської діяльності, щоб зрозуміти людські феномени та окреслити контури еволюції людини. Науки про людину — це об'єктивна й обґрунтована критика людського існування та його зв'язку з реальністю.
В основі наук про людину лежить взаємозв'язок між різними гуманітарними підходами до пізнання в таких галузях, як історія, соціологія, фольклористика, антропологія та економіка, і досягненнями в таких сферах, як генетика, еволюційна біологія та соціальні науки, з метою кращого розуміння нашого життя в умовах стрімких змін. Її застосування емпіричної методології, що охоплює психологічний досвід, протиставляється суто позитивістському підходу, типовому для природничих наук, який ґрунтується виключно на сенсорних спостереженнях. Сучасні підходи в науках про людину поєднують розуміння структури, функцій і адаптації людини з ширшим дослідженням сутності людського буття.
Науки про людину орієнтовані на емпіричні дослідження та кількісні методи, тоді як гуманітарні науки, що вивчають людську культуру, здебільшого використовують інтерпретативні, критичні підходи та якісні методи.